# Nosopsyllus arcotus
Nosopsyllus arcotus är en loppart som först beskrevs av Jordan et Rothschild 1921.  Nosopsyllus arcotus ingår i släktet Nosopsyllus och familjen fågelloppor. Inga underarter finns listade i Catalogue of Life.